# Ігнацув (Люблінський повіт)
Ігнацув (пол. Ignaców) — село в Польщі, у гміні Войцехув Люблінського повіту Люблінського воєводства.
Населення — 340 осіб (2011).
У 1975-1998 роках село належало до Люблінського воєводства.

## Демографія
Демографічна структура станом на 31 березня 2011 року:
|          | Загалом | Допрацездатний вік | Працездатний вік | Постпрацездатний вік |
| -------- | ------- | ------------------ | ---------------- | -------------------- |
| Чоловіки | 170     | 36                 | 115              | 19                   |
| Жінки    | 170     | 28                 | 92               | 50                   |
| Разом    | 340     | 64                 | 207              | 69                   |